# Pronectria robergei
Pronectria robergei is een korstmosparasiet die behoort tot de familie Bionectriaceae. Hij groeit op het soredieus leermos (Peltigera didactyla).

## Kenmerken
Perithecia hebben een diameter groter dan 200 µm. De ascosporen vallen niet uiteen of zijn licht vernauwd bij de septa, zijn 1 septaat, korter dan 16 µm  en breder dan 6 µm en hebben stekels.

## Verspreiding
Pronectria robergei komt voor in Nederland zeer zeldzaam voor.